# Ян Францішек Адамський
Ян Франці́шек Ада́мський  (пол. Jan Franciszek Adamski,; 8 жовтня 1923, Бучач, нині Тернопільська область — 26 липня 2010, Краків) — польський актор театру, кіно, телебачення, письменник.

## Життєпис
Народився у м. Бучач (Бучацький повіт, Тернопільське воєводство; нині Бучацький район, Тернопільщина, Україна).
Закінчив юридичні студії Ягайлонського університету, драматичну студію Іва Ґалля (1947, обидва — Краків, Польща).
На театральній сцені дебютував 9 листопада 1945 року. Працював у театрах: рапсодій (1945 р.), ім. В. Семашкової (1954—1957 рр.), ім. Юліуша Словацького (1967—1997 рр.).
Зіграв більш як у 40 спектаклях, 13 кіноролей. Автор 3 книг, зокрема книги спогадів «Відвідини» (пол. «Odwiedziny», 1975 р.), в якій описує епізоди з життя в с. Жнибороди, інших селах нині Чортківського району.
Помер у Кракові, похований на Раковицькому цвинтарі.

## Відзнаки, звання
Орден Відродження Польщі, Золота Відзнака за заслуги перед містом Краків. Заслужений діяч культури Польщі.